# Giorgio Manzi
Giorgio Manzi (Roma, 9 febbraio 1958) è un antropologo, paleontologo, docente universitario e divulgatore scientifico italiano; socio dell'Accademia Nazionale dei Lincei e dell'Accademia delle Scienze detta dei XL.

## Biografia
Dopo la maturità classica (1976) si laurea con lode in Scienze Biologiche (1981). 

## Carriera
A partire dal 1984 è stato prima curatore di museo, poi ricercatore e, dal 2001, professore alla Sapienza Università di Roma, dove insegna antropologia, ecologia ed evoluzione umana, paleontologia umana, storia naturale dei primati. Coordinatore del Dottorato in Biologia Ambientale ed Evoluzionistica, dal 2022. 
Professore ordinario per il settore BIO/08 - Antropologia, dal 2017. Direttore della Missione paleoantropologia in Tanzania nei siti di Olduvai e Laetoli, patrocinata dal MAECI, dal 2016. Docente e membro fondatore della Scuola di Paleoantropologia di Perugia, dal 2011. Vicepresidente dell'Associazione Antropologica Italiana (A.A.I.) dal 2020.
È stato Vicesegretario dell'Istituto Italiano di Antropologia dal 1991 al 2003, Segretario Generale dell'Istituto di Paleontologia Umana dal 1999 al 2006, Direttore del Museo di Antropologia «Giuseppe Sergi» dal 2004 al 2021, Direttore del Polo museale Sapienza dal 2012 al 2018. 
Ha svolto ricerche sul campo in vari siti preistorici in Italia (Monte Circeo, Ceprano, Altamura ecc.) e all'estero (Tanzania, Etiopia, Libia, Spagna). Ha compiuto studi riguardanti perlopiù l'evoluzione del genere Homo, le origini dei Neanderthal e di Homo sapiens, la biologia scheletrica di popolazioni umane antiche in Italia e Nord Africa. Di particolare rilevanza internazionale le ricerche sul "cranio di Ceprano" e sullo scheletro del Neanderthal arcaico noto come "uomo di Altamura".
Come divulgatore scientifico, collabora con periodici come Le Scienze (dove dal dicembre 2010 cura una rubrica mensile dal titolo Homo sapiens), Quark, Darwin, Venerdì di Repubblica ecc., quotidiani come Corriere della Sera, Il Sole 24 Ore ecc., radio, TV e siti web.

## Riconoscimenti
Premio "Fabio Frassetto" per l'Antropologia Fisica nel 2006, Accademia Nazionale dei Lincei. Premio “Lucio Colletti” per il giornalismo scientifico nel 2016, Centro Studi Lucio Colletti (Roma). Premio “Alfonso Susca” per la Diffusione della Scienza nel 2018, Accademia Nazionale dei Lincei. Premio “Capo d’Orlando” per la Comunicazione Multimediale nel 2023, Fondazione Discepolo (Vico Equense, Napoli).

## Opere

### Libri
- Manzi Giorgio, L'ultimo Neanderthal racconta: storie prima della Storia, Bologna, 2021, Il Mulino, ISBN 978-8815294135 .
- Manzi Giorgio, Ultime notizie sull'evoluzione umana, Bologna, 2017, Il Mulino, ISBN 978-88-15-27277-5.
- Manzi Giorgio, Il grande racconto dell'evoluzione umana, Bologna, 2013-2018, Il Mulino, ISBN 978-88-15-24734-6.
- Tuniz Claudio, Manzi Giorgio, Caramelli David, La scienza delle nostre origini, Roma-Bari, 2013, Laterza, ISBN 978-88-581-0671-6[12].
- Manzi Giorgio, Rizzo Julia, Scimmie, Bologna, 2011, Il Mulino, ISBN 978-88-15-14974-9.
- Manzi Giorgio, Vienna Alessandro, Uomini e ambienti, Bologna, 2009, Il Mulino, ISBN 978-88-15-13065-5.
- Manzi Giorgio, L'evoluzione umana, Bologna, 2007, Il Mulino, ISBN 978-88-15-11641-3.
- Manzi Giorgio, Homo Sapiens, Bologna, 2006, Il Mulino, ISBN 88-15-10974-9.
- Di Lernia Savino & Manzi Giorgio (eds), Sand, Stones, and Bones. The archaeology of death in the Wadi Tanezzuft Valley (5000-2000 bp), Firenze, 2002, All'Insegna del Giglio (AZA Monographs 3), ISBN 978-88-781-4281-7.
- Manzi Giorgio, Storie di Italiani fossili, Postfazione a I Primi pensatori e il mondo perduto di Neanderthal di Juan Luis Arsuaga, Milano, 2001, Feltrinelli, ISBN 88-07-17049-3.

### Articoli scientifici
- Vedi al sito personale

### Radio
- I racconti di Giorgio Manzi su Wikiradio (Radio Rai3, vedi podcast): L'uomo di Altamura (3/10/2018), Il ragazzo del Turkana (22/08/2017), Homo floreriensis (28/10/2014), La frode scientifica Piltdown (18/12/2013),  Il Neanderthal del Circeo (25/02/2013),  Oetzi la mummia del Similaun (19/09/2012), C. Darwin e la lettera di A.R. Wallace (18/06/2012),  Il cranio fossile di Ceprano (13/03/2012), La scoperta di Lucy (30/11/2011).